# Saison 2 d'Unforgettable
Chronologie
Saison 1 Saison 3
Cet article présente les treize épisodes de la deuxième saison de la série télévisée américaine Unforgettable.

## Synopsis
Une ancienne policière de Syracuse nommée Carrie Wells souffre d'hypermnésie, des conditions médicales rares qui lui donne la capacité de se souvenir de tout.
Elle se joint à une équipe d'enquêteurs de la police de New York et résoudre ces meurtres l'aide à retrouver la seule chose qu'elle n'est pas capable de se rappeler, le décès de sa sœur aînée.

## Distribution

### Acteurs principaux
- Poppy Montgomery (VF : Rafaèle Moutier) : Carrie Wells
- Dylan Walsh (VF : Philippe Valmont) : Al Burns
- Jane Curtin (VF : Josiane Pinson) : Dr Joanne Webster
- Dallas Roberts (VF : Tanguy Goasdoué) : Eliot Delson
- Tawny Cypress (VF : Sophie Riffont) : Cherie Rollins-Murray
- James Hiroyuki Liao (VF : Olivier Chauvel) : Jay Lee

### Acteurs récurrents et invités
- Andrew McCarthy : Ari Sonnenland[1] (épisode 2)
- Erin Cummings : Eve[2] (épisode 2)
- Sendhil Ramamurthy : Philip[3] (épisode 2)

## Production
Le 12 mai 2012, la série est officiellement annulée par CBS,. Malgré l'annulation, les chaînes TNT et Lifetime sont intéressées pour une éventuelle reprise de la série.
Le 29 juin 2012, CBS revient sur sa décision et annonce le renouvellement de la série pour une deuxième saison de treize épisodes.
En juillet 2012, il est annoncé que Michael Gaston, Kevin Rankin, Daya Vaidya et Britt Lower ne reviendront pas.
En mars 2013, Dallas Roberts rejoint la distribution principale alors que James Hiroyuki Liao et Tawny Cypress seront annoncés comme récurrents. Le 21 juin 2013, les acteurs récurrents Tawny Cypress et James Hiroyuki Liao ont été promus à la distribution principale.
À la mi-février, CBS annonce le retour de la série pour le 4 avril 2014, mais l'ordre de diffusion reste inconnu.

### Diffusions
- En Suisse, elle est diffusée depuis le 17 janvier 2014 sur RTS Un.
- En Belgique, elle est diffusée depuis le 13 mars 2014 sur La Une.
- En France, elle est diffusée depuis le 15 avril 2014 sur TF1[12].
- Au Québec, elle est diffusée depuis le 8 octobre 2014 sur V.

## Liste des épisodes

### Épisode 1:Nouveau départ, nouvelle ville
- États-Unis /  Canada : 28 juillet 2013 sur CBS[13] / CTV[14]
- Suisse : 17 janvier 2014 sur RTS Un
- Belgique : 13 mars 2014 sur La Une
- France : 15 avril 2014 sur TF1[12]
- Québec : 8 octobre 2014 sur V

- États-Unis : 7,15 millions de téléspectateurs[15] (première diffusion)
- Canada : 868 000 téléspectateurs[16]
- Belgique : 273 400 téléspectateurs[réf. souhaitée]
- France : 6,42 millions de téléspectateurs[17] (première diffusion)

- Andrew McCarthy (Ari Sonnenland)
- Bianca Amato (Alison Sonnenland)
- Ella Rubin (Lara Sonnenland)
- John Scurti (Jack Paulson)
- Danny Johnson (ESU Leader)
- Jeremy Bobb (Treem)
- Jose Joaquin Perez (Faison)
- Damian Buzzerio (Captain)

### Épisode 2:Braquage incognito
- États-Unis /  Canada : 4 août 2013 sur CBS / CTV
- Suisse : 24 janvier 2014 sur RTS Un
- Belgique : 13 mars 2014 sur La Une
- France : 15 avril 2014 sur TF1[12]
- Québec : 15 octobre 2014 sur V

- États-Unis : 7,1 millions de téléspectateurs[18] (première diffusion)
- Canada : 1,06 million de téléspectateurs[19]
- Belgique : 259 800 téléspectateurs[réf. souhaitée]
- France : 5,69 millions de téléspectateurs[17] (première diffusion)

- William Jackson Harper (Arnold)
- Sendhil Ramamurthy (Philip)
- Terry Serpico (Willis)
- Erin Cummings (Eve)
- Michael Gibson (Heavy Guard)
- Kevin Prowse (Plainclothes Cop)
- Garrett Lee Hendricks (Uniform #2)
- Suzy Jane Hunt (Annoyed Customer)
- Charleigh E. Parker (Fashion Female Customer)

Un organisateur de braquage réunit pour chaque nouveau vol des personnes qui ne se connaissent pas et qui suivent ses instructions pas à pas.

### Épisode 3:Une ennemie à sa hauteur
- États-Unis /  Canada : 11 août 2013 sur CBS / CTV
- Suisse : 31 janvier 2014 sur RTS Un
- Belgique : 20 mars 2014 sur La Une
- France : 22 avril 2014 sur TF1[12]
- Québec : 22 octobre 2014 sur V

- États-Unis : 6,88 millions de téléspectateurs[20] (première diffusion)
- Canada : 1,017 million de téléspectateurs[21]
- Belgique : 266 888 téléspectateurs[réf. souhaitée]
- France : 6,11 millions de téléspectateurs[22] (première diffusion)

- Robert Farrior (Scott)
- James Hindman (Robert)
- Annika Boras (Jackie M.)
- Steven Ogg (Larry)
- Lauren Blumfield (Server)
- Danielle Slavick (Nina)
- Oliver Litondo (Okoro Dimka)
- Jake Choi (Waiter)
- Alexandra Rhodie (Female Customer)
- Kerry Vera Lea (Tess Jones)
- Michael Masters (Security Agent)
- Emily Shaffer (Andrea)
- Eric L. Abrams (Emcee)
- Donovan Christie, Jr. (ESU)

Un homme tué dans une chambre d'hôtel semble être une victime collatérale du groupe paramilitaire international Alpha 5 spécialisé dans les assassinats sur commande.

### Épisode 4:Jeu de mémoire
- États-Unis /  Canada : 18 août 2013 sur CBS / CTV
- Suisse : 7 février 2014 sur RTS Un
- Belgique : 20 mars 2014 sur La Une
- France : 29 avril 2014 sur TF1
- Québec : 29 octobre 2014 sur V

- États-Unis : 6,57 millions de téléspectateurs[23] (première diffusion)
- Canada : 949 000 téléspectateurs[24]
- Belgique : 266 688 téléspectateurs[réf. souhaitée]
- France : 6,48 millions de téléspectateurs[25] (première diffusion)

- Mark Nelson (Eugene Lustig)
- Stephen Kunken (Dale Parsons)
- Yvonna Kopacz-Wright (Alwyn Pierce)
- Phyllis Somerville (Ruth)
- Robert Bogue (Ted)
- Sherry Boone (Lena)
- Joel Reuben Ganz (Tomas)
- Katina Corraro (Mary)
- Jonathan David Martin (Faculty Host)
- Rob Morrison (Assistant)
- Rafael Alejandro Benoit (Twenty-something 1)
- Ben Rosenblatt (Twenty-something 2)

Le professeur Eugène Lustig, neurologue, fait une chute mortelle de 12 étages. Carrie l'avait déjà rencontré, peu de temps après avoir quitté la police de Syracuse.

### Épisode 5:Passé sous silence
- États-Unis /  Canada : 25 août 2013 sur CBS / CTV
- Suisse : 14 février 2014 sur RTS Un
- Belgique : 27 mars 2014 sur La Une
- France : 29 avril 2014 sur TF1
- Québec : 5 novembre 2014 sur V

- États-Unis : 6,8 millions de téléspectateurs[26] (première diffusion)
- Canada : 1,178 million de téléspectateurs[27]
- Belgique : 243 784 téléspectateurs[réf. souhaitée]
- France : 6 millions de téléspectateurs[25] (première diffusion)

- Brian J. Smith (John Curtis)
- Marjan Neshat (Mrs. Sajadi)
- Eyas Younis (Basir)
- Michael Shulman (Mark)
- Baylen Thomas (Peter)
- Kate Levy (Juror #7)
- Patricia R. Floyd (Judge)
- Shayan Shojaee (Moshin)
- Opal Alladin (Major Perkins)
- Tyrone Brown (Ritchie)
- Susan Pellegrino (Judy)
- Maria Eberline (Bridesmaid)
- Brian Delate (Stanley)
- Brian Sgambati (SWAT Team Leader)
- Matthew Sproul (SWAT Team Member)

### Épisode 6:En toute diplomatie
- États-Unis /  Canada : 1er septembre 2013 sur CBS / CTV
- Suisse : 21 février 2014 sur RTS Un
- Belgique : 27 mars 2014 sur La Une
- France : 6 mai 2014 sur TF1
- Québec : 12 novembre 2014 sur V

- États-Unis : 6,94 millions de téléspectateurs[28] (première diffusion)
- Canada : 1,219 million de téléspectateurs[29]
- Belgique : 243 784 téléspectateurs[réf. souhaitée]
- France : 6,61 millions de téléspectateurs[30] (première diffusion)

- Dennis Christopher (Lukas Emminger)
- Olivia Birkelund (Gisele Emminger)
- Makenzie Leigh (Celine Emminger)
- Tommy Walker (David Mullin)
- Vito D'Ambrosio (Marcus)
- Juan Castano (Francisco Nadal)
- Angel L. Caban (Christopher Nadal)
- Ben Becher (Steve McKinnon)
- Ilene Kristen (Naomi)
- Peter Allas (Nick)
- Dale Soules (Mrs. Delaney)
- Jonathan Hova (Elon)
- Candice Bryant (Tourist Woman)
- Stephen Kunken (Dale Parsons)

### Épisode 7:Les grands explorateurs
- États-Unis /  Canada : 8 septembre 2013 sur CBS / CTV
- Suisse : 28 février 2014 sur RTS Un
- Belgique : 3 avril 2014 sur La Une
- France : 13 mai 2014 sur TF1
- Québec : 19 novembre 2014 sur V

- États-Unis : 5,76 millions de téléspectateurs[31] (première diffusion)
- Canada : 1,174 million de téléspectateurs[32]
- Belgique : 258 900 téléspectateurs[réf. souhaitée]
- France : 6,4 millions de téléspectateurs[33] (première diffusion)

- Peter Scanavino (Alex)
- Jeremy Beck (John)
- Tome Bateman (Librarian #1)
- Eleanor Reissa (Librarian #2)
- Lou Martini, Jr (Building Manager)
- Mariusz Kubicki (Harold)
- Scott Sowers (Marty)
- Michael Matera (Transit Cop)

### Épisode 8:Jusqu'à ce que la mort les sépare
- États-Unis /  Canada : 4 avril 2014 sur CBS / CTV
- Suisse : 28 mars 2014 sur RTS Un
- Belgique : 10 avril 2014 sur La Une
- France : 10 juin 2014 sur TF1
- Québec : 26 novembre 2014 sur V

- États-Unis : 7,32 millions de téléspectateurs[34] (première diffusion)
- Belgique : 256 100 téléspectateurs[réf. souhaitée]
- France : 6,47 millions de téléspectateurs[35] (première diffusion)

- Jung Xu (Counter Lady)
- Patrick Boll (Detective Green)
- Morgan Hallett (Audrey Newcombe)
- Brette Taylor (Eileen Brenner)
- Abigail McCabe (Beth)
- Ryan Barry (Harvey Reynolds)
- Jeremy Shamos (Adrian Proctor)
- Otto Sanchez (Dudek)
- AJ Stetson (Tech)
- Larry Pine (Stanton Ward)
- Elizabeth Alderfer (Lauren)
- Alan H Green (Jeweler)

### Épisode 9:Justice expéditive
- États-Unis /  Canada : 11 avril 2014 sur CBS / CTV
- Suisse : 7 mars 2014 sur RTS Un
- Belgique : 3 avril 2014 sur La Une
- France : 13 mai 2014 sur TF1
- Québec : 21 janvier 2015 sur V

- États-Unis : 7,59 millions de téléspectateurs[36] (première diffusion)
- Belgique : 233 400 téléspectateurs[réf. souhaitée]
- France : 6 millions de téléspectateurs[33] (première diffusion)

### Épisode 10:Un grain de sable
- États-Unis /  Canada : 18 avril 2014 sur CBS / CTV
- Suisse : 14 mars 2014 sur RTS Un
- Belgique : 10 avril 2014 sur La Une
- France : 20 mai 2014 sur TF1
- Québec : 28 janvier 2015 sur V

- États-Unis : 7,17 millions de téléspectateurs[37] (première diffusion)
- Belgique : 272 400 téléspectateurs[réf. souhaitée]
- France : 6,23 millions de téléspectateurs[38]

### Épisode 11:60 minutes pour vivre
- États-Unis /  Canada : 25 avril 2014 sur CBS / CTV
- Suisse : 4 avril 2014 sur RTS Un
- Belgique : 17 avril 2014 sur La Une
- France : 3 juin 2014 sur TF1
- Québec : 4 février 2015 sur V

- États-Unis : 7,64 millions de téléspectateurs[39] (première diffusion)
- Belgique : 231 400 téléspectateurs[réf. souhaitée]
- France : 6,17 millions de téléspectateurs[40] (première diffusion)

### Épisode 12:Une alliée inattendue
- États-Unis /  Canada : 2 mai 2014 sur CBS / CTV
- Suisse : 11 avril 2014 sur RTS Un
- Belgique : 17 avril 2014 sur La Une
- France : 22 avril 2014 sur TF1[12]
- Québec : 3 décembre 2014 sur V

- États-Unis : 7,59 millions de téléspectateurs[41] (première diffusion)
- Belgique : 212 700 téléspectateurs[réf. souhaitée]
- France : 5,62 millions de téléspectateurs[22] (première diffusion)

### Épisode 13:Une affaire de jeunesse
- États-Unis /  Canada : 9 mai 2014 sur CBS / CTV
- Suisse : 18 avril 2014 sur RTS Un
- Belgique : 24 avril 2014 sur La Une
- France : 20 mai 2014 sur TF1
- Québec : 11 février 2015 sur V

- États-Unis : 7,26 millions de téléspectateurs[42] (première diffusion)
- Belgique : 228 000 téléspectateurs[réf. souhaitée]
- France : 5,63 millions de téléspectateurs[38] (première diffusion)

20 ans après, accompagnée par Al, Carrie participe à une réunion d’anciens de son école secondaire de Syracuse. Un de ceux-là, Tommy, y est assassiné.